# 수녀 수련 기간
《수녀 수련 기간》(영어: Novitiate)은 2017년 미국의 드라마 영화이다. 60년대 초 제2차 바티칸 공의회 시기 수녀원에 들어간 캐슬린이 수련 과정에서 겪는 고난과 원장 수녀와의 갈등을 다룬다. 매기 베츠 감독의 데뷔작으로, 마거릿 퀄리, 멀리사 리오, 모건 세일러, 줄리앤 니컬슨, 다이애나 에이그론, 리아나 리버라토 등이 출연하였다. 2017년 1월 제33회 선댄스 영화제에서 공개되어 심사위원 특별상을 수상했다. 대한민국에서는 2018년 4월 DVD가 발매되었다.

## 줄거리
가정에 어려움이 많은 캐슬린은 1950년대에 테네시주 시골에서 가톨릭교회 학교에 다니며 신앙에 의지하게 되고 17살에 수녀원에 들어가기로 결심한다.
냉정한 원장 수녀는 수녀 지망자들에게 엄격한 벌칙을 적용하는 반면 진보적인 메리 그레이스 수녀는 이들을 느슨하게 봐준다. 곧 제2차 바티칸 공의회로 가톨릭교회는 변혁의 길에 접어든다. 대주교는 보다 자유로운 수행을 시행할 것을 요청하는 편지를 보내지만 원장 수녀는 이를 무시한다.
수련 수녀가 된 캐슬린은 단순서원(Simple Vows)을 한다. 하지만 곧 캐슬린은 성적 욕구를 느끼기 시작하고, 스스로를 벌하기 위해 식사를 멈추고 은둔한다. 결국 영양실조로 쓰러진 캐슬린은 양호실에서 이매뉴얼 수녀와 절친한 사이가 된 끝에 신체 접촉까지 갖게 되는데...

## 출연진
- 마거릿 퀄리 - 캐슬린 해리스 수녀 역
  - 사샤 메이슨 - 12세의 캐슬린 역
  - 일라이자 메이슨 - 9세의 캐슬린 역
- 멀리사 리오 - 마리 세인트클레어 수녀원장 역
- 줄리앤 니컬슨 - 노라 해리스 역
- 다이애나 에이그론 - 메리 그레이스 수녀 역
- 레베카 다양 - 이매뉴얼 수녀 역
- 모건 세일러 - 에벌린 수녀 역
- 매디 해슨 - 시시 수녀 역
- 리아나 리버라토 - 에밀리 수녀 역
- 일린 파월 - 캔디스 수녀 역
- 첼시 로페즈 - 샬럿 수녀 역
- 데니스 오헤어 - 매카시 대주교 역
- 크리스 질카 - 척 해리스 역
- 애슐리 벨 - 마거릿 수녀 역
- 마코 세인트존 - 루카 신부 역
- 마셜 채프먼 - 루이자 수녀 역